# 가면라이더 (드라마)
가면라이더(일본어: かめんライダー,仮面ライダー, 영어: Kamen Rider)는 1971년 4월 3일부터 1973년 2월 10일까지 MBS-NET계열에서 매주 토요일 19:30 - 20:00(JST)에 전 98화로 방송된 토에이 제작의 특별 실사 촬영물로 [주인공이 개조 인간이 되어 가면라이더로 변신한다] 라는 내용의 시리즈이다.

## 스토리
우수한 과학자로 오토바이 레이서이기도 한 혼고 타케시는 그 능력에 주목한 악의 비밀 결사 쇼커에 납치되어 메뚜기의 능력을 가진 개조 인간(사이보그의 일종)이 되어 버렸다.
그러나, 뇌 수술에 의해 의사를 빼앗기기 직전, 쇼커의 협력자였던 미도리카와 박사의 도움으로 탈출에 성공했다. 미도리카와 박사는 탈출 도중에 쇼커의 괴인 거미사내에게 암살되지만, 그 유지를 이어받은 다케시는 허리에 찬 벨트 풍차 발전기에 바람의 에너지를 받아 변신하여 쇼커와 싸운다.
타케시는, 오토바이 레이서로서의 스승 타치바나 도베에나 미도리카와 박사의 유아 루리코, 그리고 레이스 동료이며 사실은 FBI 수사관인 다키 가즈야들의 협력을 얻고, 쇼커가 보내는 괴인들을 잇달아 쓰러뜨려 갔다.
많은 괴인들을 잃은 쇼커는, 라이더 타도 때문에 카메라맨·이치몬지 하야토를 다케시와 같은 모양의 개조 인간이 되게 하지만, 하야토는 뇌 수술 전에 다케시에게 구출되어 새로운 가면라이더가 되었다.
이렇게 해서 탄생한 2명의 가면라이더는 일본과 해외에 헤어져서 싸우고, 때로는 공동 투쟁하면서, 라이더 걸즈나 소년 가면라이더대, 많은 동료들의 협력을 받아 평상시와 다른 몸이 되고 말았던 <개조 인간>으로서 고통에 휘말려도, '인간의 자유를 위해' 쇼커와 싸우게 된다.

## 개요
특수 촬영 텔레비전 프로그램 『가면라이더』는, 1971년(쇼와 46년) 4월 3일부터 1973년(쇼와 48년) 2월 10일에 걸쳐서 매주 토요일 19:30-20:00에 마이니치 방송·NET에서 방송되었다 (전98화).
본작의 기본선은 등신대의 히어로과 괴인이 대결하는 액션 드라마다. 종래의 실사 히어로물과는 일선을 그은 「기형」의 히어로상과, 인간 드라마로서의 측면을 극력 억제한 권선징악 극작, 괴기 드라마적인 연출, 그리고 당당하게 오토바이를 몰아 「라이더 킥」 등 다이나믹한 액션을 보이는 스피디한 영상, 매회 등장하는 다채롭고 특이하며 그로테스크한 괴인들의 표현 등이 당시의 시청자에게 충격을 주었다. 또 적과 싸우는 히어로의 모습은 어린이들의 마음을 확실히 파악, 그것이 사회 현상이 되어 「라이더놀이」는 그 이후 일본의 어린이들이 전형적인 놀이의 하나가 된다. 특히 가면라이더 2호의 등장에 즈음해서 만들어진 「변신 포즈」는, 이후의 시리즈뿐만 아니라 수많은 히어로 프로그램에 영향을 주었다.
「원작 만화」는 이시노모리 쇼타로가 담당하고, 소년 대상 잡지 「주간 우리 매거진」 (후에 「주간 소년 매거진」으로 연재지를 변경)에 만화판을 연재했다.
본작 종료 후에도 등장인물이나 적 조직, 또는 시계열, 세계관을 바꾸고, 많은 시리즈가 제작되었다. 각각의 프로그램은 기본적으로, 주인공이 되는 「라이더」 (= 가면라이더)의 명칭을 타이틀로 하고 있다. 일반적으로 이것을 가면라이더 시리즈라고 한다.

## 등장인물
＊혼고 타케시 / 가면라이더 1호
죠난 대학 생화학 연구실 소속의 과학자로, 오토바이 레이서이기도 하다.
IQ 600, 스포츠 만능의 초인적인 재능을 쇼커가 눈독 들여 개조 인간이 되었지만, 뇌 개조 직전에 탈출해 쇼커와 싸우는 것을 결의한 정의로운 사나이다. 본래는 밝은 열혈한이지만, 자신이 보통의 인간은 아니라고 하는 것에 강한 고뇌를 안고 있어 그 때문에 동료들과 한 걸음 거리를 두고 있다는 인상이 있다.
제13화를 마지막으로 해외로 건너가, 주로 유럽 지부의 쇼커와 싸우게 된다. 그리고 제40화에 사신 박사를 쫓아 일시 귀국. 몇 번이나 귀국해 이치몬지 하야토와 공투. 제53화부터 다시 일본에서의 쇼커와의 싸움에 몸을 던진다. 이러한 싸움 경험을 거치고 나서는 정신적으로도 성장을 이루어 개조 인간으로서의 고뇌를 마음속에 봉인하고, 동료들에게도 마음을 열면서 싸우게 되었다. 또 이전에 비해 열혈한스러운 측면도 강하게 보이게 되었다.
＊이치몬지 하야토 / 가면라이더 2호
프리 카메라맨, 왼손잡이(연기한 사사키 츠요시가 왼손잡이였으므로, 거기에 맞추었다고 여겨지고 있다). 유도 6단, 공수도 5단의 솜씨를 가진 격투기의 달인이기도 하다. 그 능력과 태생을 쇼커가 눈독 들여 제2의 가면라이더로서 개조되지만, 뇌 개조 전에 가면라이더 · 혼고에게 구출되어 쇼커와의 싸움을 결의한다.
혼고와 비교하면 밝고 유머러스한 성격으로, 동료에 대해서도 마음을 열고 있는 것처럼 보이지만, 개조 인간으로서의 고뇌나 쇼커를 향한 분노는 강한 의지로 속에 감추고 있다. 다른 라이더들과 비교해도 눈에 띌 정도로 대단히 아이를 좋아하고, 클럽에 출입하는 고로 소년을 남동생과 같이 귀여워하고 있다.
오토바이의 솜씨는 원래 레이서였던 혼고에게는 미치지 않았지만, 타치바나 레이싱 클럽에서 단련되어 쇼커의 오토바이 부대와도 서로 싸울 수 있는 만큼 향상하고 있어, 혼고, 카자미와 함께 「레이스에 출장하면 틀림없이 우승할 수 있었다」라고 타치바나에게 평가받고 있다(「가면라이더 X」 제9화). 제52화를 마지막으로, 일본의 방어를 혼고와 교대해 남미로 여행을 떠났다. 그 후도 몇 번이나 귀국해 더블 라이더로서 싸우고 있다.
구 2호 시기보다 남 앞에서 꾸미는 마음이 눈에 띄게 되어, 일본에 나타날 때는 언제나 당돌하게 타이밍 좋게 등장하고 있다. 이 부분도 사전에 어떠한 연락을 넣고 귀국하는 혼고와는 대조적이다.
＊타치바나 토베에 / 아저씨
전화에 등장. 혼고 타케시의 오토바이 레이서로서의 스승. 혼고의 비밀을 가장 빨리 안 인물로, 가면라이더의 협력자로서 물심 양면으로부터 지원하는 한편, 트레이너로서 전투 훈련에도 참가해 가면라이더의 실력을 끌어냈다. 당초는 카페 아미고를 경영하고 있었지만, 혼고가 일본을 떠나는 것과 동시기에 오토바이 용품점 「타치바나 오토 코너」를 개업해, 타치바나 레이싱 클럽을 시작했다. 이치몬지 하야토나 타키 카즈야, 레이싱 클럽의 여성 멤버들에 대해서도 부친과 같이 대해, 쇼커와의 싸움이나 레이스 활동의 리더로서 젊은이들을 지도했다. 이윽고, 소년 가면라이더대를 조직하면서 그 회장으로 취임해, 가면라이더 지원에 한층 더 힘을 쓰게 된다. 트레이너로서의 지도력은 쇼커로조차도 경의를 표하고 있어 사신 박사가 라이더와의 최종 결전에 임해 자신의 트레이너로 하기 위해 조직으로 초청할 정도의 실력을 나타내고 있었다. 자신도 쇼커의 전투원과 서로 싸울 수 있는 정도의 실력이 있어, 괴인에 대해서 말을 자르는 씬도 있다.
겔쇼커 괴멸 후에도, 역대의 가면라이더의 후견인이 되어, 가면라이더 스트롱거까지의 7인 라이더가 델저 군단을 전멸 시킬 때까지, 그 싸움을 계속 지원했다.
당초, 혼고나 이치몬지에게는 「타치바나 씨」라고 불리고 있었지만, 31화부터 「아저씨(오야지상)」라고 불리게 되어, 레이싱 클럽원이나 소년 라이더대의 스탭에게서는 「회장」이라고 불리고 있었다. 팬의 사이에서는 「아저씨(오얏상)」라고 불리고 있지만, 이것은 극 중에서 사용된 통칭이 아니고, 혼고 타케시를 연기한 후지오카 히로시의 독특한 발음으로 「아저씨」가 그렇게 들리는 것에서, 후년 팬 사이에서 애칭으로서 정착한 것.
애연가로, 파이프를 애용하고 있다.
＊타키 카즈야
11화부터 등장한 혼고의 라이벌에 해당하는 오토바이 레이서. 자신의 결혼식이 쇼커에게 습격당한 것을 계기로 싸움에 참가하지만, 그 정체는 쇼커를 쫓고 있던 FBI의 비밀 수사관이다. 시나리오에 의하면 결혼식도 쇼커를 쫓기 위한 위장 결혼이었다고 되어있지만 극 중에서는 그 후로도 기혼자로 되어 있다. 이치몬지 하야토의 등장과 함께 본격적으로 가면라이더와 공투하게 되어, 쇼커에 의한 범죄의 수사나 공적 기관과의 연결역 등의 역할을 담당하는 한편, 전투나 가면라이더의 훈련에서도 라이더 1호, 2호의 파트너 역을 맡았다. 개조 인간은 아니지만 수사관으로서는 우수하고, 전투원 수인을 상대로 호각으로 서로 싸우는 격투력과 뛰어난 정보 수집 능력을 가지고 겔쇼커의 괴멸까지 라이더를 계속 도왔다. 소년 가면라이더대 결성 후에는 그 대장을 맡아 아이들의 좋은 형도 되어 있었다.
연기했던 치바 지로에 의하면, 액션 씬에서는 후지오카보다 강하게 보여 버리는 탓에, 반드시 상처 입는 묘사를 넣었다는 것.
타케시는, 오토바이 레이서로서의 스승 · 타치바나 토베에나 미도리카와 박사의 딸 루리코, 그리고 레이스 동료이며 실은 FBI 수사관으로서 쇼커를 쫓는 타키 카즈야들의 협력을 얻고, 쇼커가 보내는 전투용 개조 인간인 괴인들을 차례차례로 쓰러뜨려 갔다.
많은 괴인들을 타도당한 쇼커는, 라이더 타도를 위해 카메라맨 이치몬지 하야토를 타케시와 동형의 메뚜기형 사이보그로 개조하지만, 하야토는 뇌 개조 전에 타케시에게 구출되어 새로운 가면라이더가 되었다.
이렇게 해 탄생한 두 사람의 가면라이더는 일본과 해외로 떨어져 싸우고, 가끔 공투하면서, 라이더 걸즈나 소년 가면라이더대, 많은 동료들의 협력을 얻어, 개조 인간으로서 고뇌하면서도 쇼커와 싸워 간다.
＊미도리카와 루리코
미도리카와 박사의 외동딸로 혼고가 자신의 아버지를
죽인 것에 대해서 착각하여 앙심을 품고 그를 증오하였으나
쇼커의 수령이 사실을 슬슬 털어놓아서 곧 오해를 푼다.
그 뒤로부터 가면라이더나 타치바나 일행과 함께 행동하게 된다.
제56화 도중 하차한다.
＊미도리카와 박사
제1화에만 등장한 미도리카와 루리코의 아버지
혼고 타케시를 개조 인간인 가면라이더 명칭의 괴인으로 한
장본인으로 쇼커에게 협력한 인간 생체공학의 권위자.
쇼커를 탈주하고 혼고에게 쇼커의 존재를 말하려는 순간
괴인 거미남자에게 죽음을 맞는다.
＊노하라 히로미
제1, 2, 4 - 25, 34화에 등장.루리코의 학우로, 아미고에서 아르바이트를 하고 있다가 사건에 말려들어 가 이후 혼고들의 싸움에 협력하게 된다. 혼고와 루리코가 떠난 후에도 타치바나 레이싱 클럽에 남아, 이지몬지에게 협력했다.
＊시로
제2, 4 - 15화에 등장.아미고의 바텐더. 유약하지만 선량한 청년으로, 혼고들에게 휴식의 장소를 주고 있었다. 타치바나 오토 코너와 레이싱 클럽의 개업에 관련된 것을 마지막으로 자취를 감추고 있다.
＊라이더 걸즈
가면라이더의 싸움을 지원한 여성들의 총칭. 극 중에서 이 호칭은 사용되지 않지만, 미도리카와 루리코가 제13화로 강판한 후는 주인공의 파트너로서의 히로인은 등장하지 않고, 복수의 히로인이 동료로서 주인공을 지원하는 스토리가 되었기 때문에, 상업 잡지 등에서 그녀들을 총칭할 때에 이 명칭이 사용되고 있다.
-유리
제14 - 59, 61 - 64, 66, 67, 69 - 98화에 등장. 노하라 히로미의 친구로서 등장해, 라이더 걸즈 중에서는 최고참. 멤버의 거의가 설명 없게 자취를 감추는 가운데, 그녀만은 최종 이야기까지 활약을 계속했다. 가라테 2단 ( 후에 3단에 팔을 올린다)의 쓰는 사람. 당초는 다른 라이더 걸즈와 같이 가벼운 상태의 여성이었지만, 후반은 걸즈의 리더 격적 존재로서 타키나 토베에와 함께 가면라이더의 싸움을 서포트했다.
-마리
제14 - 25, 29 - 38화에 등장. 노하라 히로미의 친구로서 등장했다. 펜싱이 특기. 카메라맨인 이지몬지 하야토에게 「모델로 해」라고 열심히 어필하고 있었다.
-미치
제14 - 18, 20, 21, 24, 25화에 등장. 노하라 히로미의 친구로서 등장했다. 합기도가 자신 있는 강한 성격의 여성. 90 cc의 오토바이라면 탈 수 있다.
-에미
제40 - 66, 68화에 등장. 혼고 타케시의 조수로서 스위스에서 활동하고 있던 여성. 사신 박사를 쫓아 일본을 방문하고, 그대로 일본에 남았다. 암호 해독과 합기도가 특기.
-미카
제40 - 52화에 등장. 혼고 타케시의 조수로서 스위스에서 활동하고 있던 여성. 에미와 함께 일본을 방문하고, 그대로 일본에 남았다. 트럼프 운세가 특기.
-톳코(59화까지는 미츠코)
제53 - 69화에 등장. 동물원에서 쇼커에 습격당하고 있던 여성. 사건 해결 후, 타치바나 레이싱을 돕게 된다.
-욧코
제70 - 98화에 등장.유리의 소개로 등장.소년 라이더대 발족 후는 통신계나 사무를 담당.
-쵸코
제70 - 98화에 등장. 유리의 소개로 등장했다. 「초콜릿이 좋아」라는 설정으로, 언제나 무엇인가를 먹고 있어 주위를 기가 막히게 하고 있었다.
＊이시쿠라 고로
제14 - 62, 65화에 등장. 타치바나 레이싱 클럽의 발족과 동시에 클럽에 출입하게 된 소년. 다른 어른들과 함께 자주(잘) 사건에 말려들어 가지만, 정보 제공 등에서 사건 해결에 공헌하는 것도 많다. 장난꾸러기이지만 클래스에서 성적 톱을 싸우는 수재로, 가족이 없는 이지몬지나 타키한테는 진짜 남동생처럼 귀여움받고 있었다. 친구 나오키와 미츠루를 레이싱 클럽에 소개한 후, 그들에게 그 역할을 양보하는 것같이 제65화를 마지막으로 중도 하차했다.
＊소년 라이더대
타치바나 토베에가 가면라이더에 협력하는 소년 소녀를 모아 결성한 조직. 회장은 타치바나 토베에로 타키 카즈야가 대장을 맡는다. 쇼커의 행동이 공공연하게 되어, 사건에 말려들어 가는 아이가 증가하는 가운데의 자위 조직적인 의미도 있다. 가면라이더의 마스크를 본뜬 헬멧과 붉은 넥타이의 제복이 트레이드마크로, 전용 자전거로 행동하며 쇼커에 대한 정보를 수집한다. 모은 정보는, 펜던트형의 통신기나 전서구를 사용해 본부에 통보해, 가면라이더에게 전할 수 있는 시스템이 되어 있다. 본부는 도쿄 근교의 3층 건물 빌딩에 놓여져 타치바나 레이싱 클럽의 여성 멤버가 본부 요원으로서 정보 수집이나 사무에 해당되고 있다. 대원은 전국 규모로 조직되어 쇼커 및 겔쇼커와 싸우는 데 있어서 큰 힘이 되었다.
-나오키&미츠루
제62 - 64, 68 - 70, 72 - 98화에 등장. 고로의 소개로 제62화부터 레이싱 클럽에 출입하게 된 소년들. 2명이서 행동하는 것이 많아, 그 캐릭터는 고로만큼 나누어지지 않았었다. 소년 가면라이더대 결성 후는 리더 격으로서 활약해, 겔쇼커와의 최종 결전까지 그 역할을 다했다.

## 가면라이더
악의 비밀 결사 쇼커에 의해서 개조된 전투용 개조 인간. 혼고가 변신하는 가면라이더는 가면라이더 1호, 이치몬지가 변신하는 가면라이더는 가면라이더 2호로 불리고 있다. 또한 극 중에서의 두 사람의 가면라이더는 기본적으로 서로를 「혼고」, 「이치몬지」라고 본명으로 서로 부르고 있었다. 두 사람 모두 뇌 개조를 피하고 쇼커의 아지트에서 탈출해, 쇼커로부터 인류를 지키는 전사가 된다. 후술하는 기본 스펙은 양자 동일하지만, 전자는 다채로운 필살 기술을 가져, 후자는 높은 격투 능력과 파괴력을 갖추어서, 잡지 전개 등으로 「기술의 1호 · 힘의 2호」라고 칭해졌다.
타이푼으로 불리는 벨트의 풍차로부터 받아들인 풍력 에너지로 체내의 소형 원자로를 기동시켜 동력원으로 하고 있다. 덧붙여 인간보다 넓은 시야와 적외선에 의한 암시 능력, 줌 기능을 가지는 복안 C아이, 4km 사방의 소리를 알아듣는 청각, 전파 송수신을 실시하는 초촉각 안테나 & 대괴인용의 뇌파 탐지기 O 시그널(모두 탐지 범위 4km. O 시그널은 괴인이 100m 이내에 가까워지면 발광하고 위기를 알린다), 100t의 충격을 흡수하는 다리의 완충기 등, 기본적인 기능 면은 1호 · 2호 공통이다.
＊가면라이더 1호
혼고 타케시가 벨트의 풍차(타이푼)에 풍압을 받는 것에 의해서 변신한 모습. 활동 에너지는 바람으로, 풍력이 없는 곳에서는 변신이나 가면라이더의 모습의 유지가 불가능하다. 후에 디자인이 큰 폭으로 변경된 「신 1호」와 구별할 때 「구 1호」라고 불린다.
제40화에 일시 귀국한 후, 몇 번이나 귀국해 이치몬지 하야토와 공투했다. 이 시기, 1호용으로서 새로 제작된 슈트는, 복안이 클리어 레드로부터 진홍으로 바뀌고, 색도 미묘하게 변화했기 때문에, 팬에게서는 2호와 첫 공투 한 장소를 기념하여 「사쿠라지마 1호」라고 불리기도 한다. 그러나, 세부의 컬러링은 초기부터도 화수에 의해서 미묘하게 변화하고 있어(이것은 개량이나 보수를 현장에서 실시하고 있었다고 하는 제작상의 사정), 이 시점의 설정에서는 초기와 동일한 「 구 1호」라고 여겨지고 있다. 매체에 따라서는, 이 사쿠라지마 1호를 신 1호와 구 1호의 사이의 도중 형태라고 해석하고 있기도 한다.
신장：180cm, 체중：70kg. 주된 능력은, 제자리뛰기：15.3m, 멀리뛰기：48.7m의 점프력(개조 직후의 스펙)과 거기에서 계속 내보내는 킥력이다. 이러한 능력은, 그 후의 훈련에 의해서 향상하여 갔다. 덧붙여 기술과 스피드를 특징으로 하는 설정은 나중의 것이지만, 구 2호로 교대할 때까지의 불과 13화 동안에 구 2호와 거의 동수의 기술을 피로하고 있다.
＊가면라이더 신 1호
형태는 2호를 베이스로 하고 있지만, 마스크의 배색이 밝아지고, 장갑과 부츠는 은빛으로 변경되었다. 팔과 다리의 라인은 2개가 되어, 벨트도 2호와 같은 적색의 새로운 것으로 환장되어 있다. 이치몬지와는 다른 변신 포즈와 「라이더 변신!」의 구령에 의한 능동적인 변신이 가능하게 되어 있다.
신장：180cm, 체중：70kg. 능력은 팔 및 다리의 파괴력이 구 1호 때의 4배, 점프력이 25m(자료에 따라서는 35m)로 향상해, 필살 기술의 수가 큰 폭으로 증가했다. 100m 달리기는 1.5초(시속 240km 상당)로, 2호나 가면라이더 V3와 비교해도 0.1초 위이다. 또, 상대를 회전시켜 휙 던지는 기술로 「라이더 키리모미 슛」으로 대표되는 무수한 “라이더 킥 이상으로 강력한 필살 기술”이나, 라이더 킥급의 위력을 가지는 무릎 차는 「라이더 니 블록」, 적의 체내의 특정 메카를 핀포인트로 파괴하는「라이더 포인트 킥」과 같이 다른 라이더에게서 볼 수 없는 타입의 필살 기술까지도 갖추고 있다. 이러한 기술의 다채로움 때문에, 「기술의 1호」라는 이명을 가지게 된다.
컬러링의 변경에 대해서는 극 중에서는 특히 설명은 없다. 신 1호편 OP나 86화의 회상 씬에서는 혼고의 재개조 씬 같은 신규 촬영 컷이 있지만, 재개조에 대해서는 접할 수 있지 않았다. 라이더 카드 등에서는, 「재개조되어 내부 메카를 새롭게 하여 전면적으로 강화된 몸이 되었다」라고 말해지고 있었지만 인지도는 낮았다. 재차 후년 「쇼커에게 일부러 포획되어 사신 박사의 손으로 재개조 수술을 받아, 뇌 개조 때 자기 최면에 의해서 세뇌를 피해 자력 탈출했다」라는 설정이, 출판 사이드 주도로 만들어져 이시모리 프로나 토에이 사이드도 이것을 승낙했다. 그러나, 그 설정이 정착했다고는 말할 수 없고, 지금도 「특훈에 의한 파워 업」, 「자기 자신에 의한 개조」 등 미디어에 의해서 다양한 설이 이야기되고 있다.
＊가면라이더 구 2호
에너지원이 바람인 것은 1호 라이더와 같지만, 일정한 변신 포즈와 「변신」의 구령에 의해서 벨트의 풍차에 장비된 셔터를 열어, 보다 능동적으로 변신할 수 있다(일부 매체에 의하면 어깨에 변신 스위치가 내장). 형태는 1호와 동형이지만, 머리 부분 중앙이나 팔과 다리에 하나의 흰 라인이 들어가고, 벨트가 빨강이 되는 등 전체적으로 선명한 배색이 되어 있다.

신장：172cm, 체중：65kg. 기본적인 전투 능력은 1호와 동등하지만, 벨트에는 바람이 없는 곳에서 변신하기 위한 바람을 모으는 풍력 비축 기능과 점프 1회분으로 얻을 수 있는 풍력으로 변신에 필요한 만큼의 에너지를 만들기 위해서 1호보다 직경이 큰 발전기가 장비되어 전신의 근육량도 1호보다 많아져 있다. 게다가 격투 능력이 높은 이치몬지를 소체로 하기도 해 1호보다 파워에 특화된 능력 패턴이 되고 있다. 그 결과 완력, 특히 라이더 펀치의 위력은 구 1호의 것과 비교해 월등히 강력하고 카니바브라(게 버블러) 등은 점프로 위력을 높이지 않고도 일격 분쇄했을 정도이다.
＊가면라이더 신 2호
형태는 신 1호와 같은 밝은 배색이 되고, 장갑과 부츠는 붉어졌다. 이 변화의 이유도, 1호와 마찬가지로 본편에는 특별히 이야기되지 않는다.
신장：172cm, 체중：65kg. 능력은 팔 및 다리의 파괴력이 구2호 때의 3배, 점프력도 35m(자료에 따라서는 25m)까지 강화되어 있다. 파워업한 경위에 관해서는 명확한 설정은 없지만, 특훈에 의한 강화설이 근년의 서적에서는 유력시되고 있다. 100m 달리기는 2초(시속 190km 상당).
1호에 비해서 파워로 밀어붙이는 인상이 강해 「힘의 2호」라는 이명을 가진다. 그런 한편, 1호의 기술인 「라이더 키리모미 슛」을 체득하는 등 보다 강력한 기술도 새롭게 몸에 익히고 있어 필요 충분한 수의 기술은 갖추고 있다. 2호 라이더의 기술은 모두 강력하지만, 구 2호 시대부터 일관해서 「라이더 킥」을 결정타로 하고 있기 때문에, 그 이외의 기술의 사용 횟수는 적다.

덧붙여 신 2호의 가면의 색은 본래 신 1호와 같지만, 그 다음은 1호와의 명확한 차별화라고 하는 촬영 스탭의 방침(코단샤 파일 매거진에서)에 의해서 구 2호와 동 컬러의 가면으로 돌아오는 일도 많아, 일정하지 않다. 또 93화 이후에 등장했을 즈음, 72 · 73화 등장 시부터 흰색 라인이 가늘어져 보디나 겨드랑이에도 라인이 들어가게 되었다.(신 1호 슈트의 라인을 하나 제외해 사용했기 때문. 「가면라이더 슈퍼 1」까지는 같았지만, 「ZX」이후에는 이전의 굵은 라인으로 돌아왔다.)

## 전용 머신
가면라이더의 특징으로 「라이더」의 이름대로 고성능의 전용 오토바이를 사용하는 것을 들 수 있다.
＊싸이클론호
•베이스 모델：스즈키 T20
•최고 시속：400km/h
•점프력：30m
•등판력：45도(수직의 벽을 오르는 일도 가능)
가면라이더 1호가 최초로 사용한 온 로드형의 초고성능 오토바이. 동형의 오토바이를 2호도 사용.
동력원은 원자력 엔진. 핸들의 스위치를 넣는 것으로, 혼고 타케시의 상용 오토바이가 변형. 상용 오토바이 형태가 모토크로스전에는 유리하기 때문에, 2개의 형태를 순간마다 구분하여 사용하고 있다. 라이더 벨트로 원격 조작을 실시하는 일도 가능. 텔레비전 작품 중에서는 제작자는 말하지 않지만, 원작의 만화판에서는 미도리카와 박사가 준비했다는 기술이 있다. 유도 미사일과 대초음파포를 장비하고 있지만 극 중 미사용.
당시 유행인 카페 레이서 풍의 풀 카울링이 특징으로, 후방에 6개 나온 배기관은 제트 분사구.
극용 차의 디자인은 미술 스탭의 미카미 무츠오에 의한 것으로, 복안과 같은 헤드 라이트나 6개의 머플러는 곤충을 이미지하고 있다.
덧붙여 카울링은 전면에 슬릿이 들어간 것, 그 슬릿이 열려 있는 것, 슬릿이 없는 것 3종이 사진으로 확인되고 있다. 작품 중에서는 슬릿 없음만이 사용되고 있다(변신 씬용의 뱅크 필름에서는 슬릿이 있음을 확인할 수 있다). 이것은 당초 만든 슬릿 들어간 카울링이 너무 커서, 주행시에 앞바퀴에 간섭했기 때문에 잘리고, 그래도 서스펜션에 닿기 때문에, 최종적으로 크게 깎였던 것이라고 한다. 6개의 머플러는 수도관을 가공해 단 것으로, 상부의 한 벌만이 진짜 배기관이다.
액션에 적합하지 않기 때문에, 상술한 대로 점프나 오프 로드의 씬에서는, 상용 오토바이 스타일로 돌아오고 있는 씬을 많이 볼 수 있었다. 그 때문에 2호 편에서는 출연이 적어졌지만, 개조 싸이클론과 병용으로 거의 1년 가까이 사용되어 사쿠라지마 로케에서 1호가 탄 것이 마지막 등장이 되었다. 카울에는 미술 스탭 타카하시 아키라에 의해서 “오토바이와 겹친 R”의 엠블럼이 붙여져 있었다. 이것은 가면라이더의 마크로서의 인상이 강하지만, 실제론 「타치바나 레이싱」의 것으로 제1화에서 가면라이더로 개조되기 전의 혼고도 사용하고 있다. 단 개조 후 미도리카와 박사와 쇼커의 아지트에서 탈주했을 때에도 엠블럼은 있다.
외장이기 때문에 베이스차의 판단이 어렵고, 1998년에 KAZe가 가면라이더의 게임을 제작했을 때의 레플리카 제작 이벤트에서는 코레다 T125가 사용되었다. 이시노모리 쇼타로의 원작 만화에서, 첫머리에 혼고가 타고 있는 것은 울프 T125로, 제품 번호는 같지만 다른 오토바이이다.
＊개조 싸이클론호
•베이스 모델：혼다 SL350K1
•최고 시속：400km/h
•점프력：40m
•등판력：90도
가면라이더 2호 및 신 1호가 사용한 오토바이. 첫 피로는 14화의 OP부터지만 (구) 싸이클론에 탄 2호의 컷도 사용되고 있다.
혼고가 유럽으로 여행을 떠날 때 즈음, 일본을 지키는 이치몬지에게 맡겨진 머신. 세미 카울의 듀얼용 머신(온 로드와 오프 로드의 겸용 머신)으로, 구 싸이클론과 비교해 출력 증강과 차체의 대폭 경량화를 하고 있기 때문에, 구 싸이클론보다 빠른 움직임이 가능해, 기동성이 높다. 점프력도 40m로 업되고, 수직의 벽면을 오르는 능력과 구조용 로프의 사출 능력이 추가되어 있다. 극 중에서는 구 싸이클론과 다른 차량이다고 하는 묘사는 없고, 2종류의 차량으로 동일한 머신을 표현하고 있었던 것뿐으로, 서적 등에서도 구별은 되어 있지 않았다. 그러나, 형상이 분명하게 다르기 때문에 후년의 서적류로 오프 로드 타입을 “개조 싸이클론”이라고 기술하게 되었다. 서적에 따라서는 구 싸이클론호와 동일한 차량이 변형하고 있다고 하는 해석도 있다. 2호는 물론, 1호 자신도 일본으로 귀국 후는 이 개조 싸이클론을 애용.
원래는 싸이클론호의 상용 타입 극용차에 카울링을 붙인 것이다. 촬영 시기에 따라서 몇 가지 버전이 존재하지만, 신 1호 편에 들어가고 나서는 구 싸이클론의 카울의 유용에 의해서 구 싸이클론 같음을 적지 않게 남기는 최종 버전이 일관되게 사용되고 있다. (화면상에서도 더미 라이트의 형상으로 쉽게 판별할 수 있음)
촬영용 차량인 SL350은 오프 로드(당시는 스크램블러로 불렸다) 차. 정면에서 보았을 때에 V자형의 집합 머플러가 특징. 「CB400(또는 350)DT가 베이스」라고 오기되는 것이 많지만, 이것은 SL350가 온 로드의 CB350와 같은 엔진을 사용하고 있는 것에서 오해 받은 것, 또 그 표기가 몇 개의 상업 잡지에 사용된 것으로부터 퍼진 것이라고 추측된다(덧붙여 DT는 야마하의 트레일(듀얼용) 오토바이의 명칭이며, 혼다 CB와는 관련이 없다).
극장판의 제1작에서는 더블 라이더가 나란히 달리기 위해, 1호용으로 2대째가 준비되었다. SL350K0가 사용되었다고 추측된다. 급조 때문에, 싸이클론의 원통형 머플러가 유용되고 있다(이때 2호가 타는 싸이클론의 카울링은 새로 제작되어 있지만, 폭이 좁고 「라이더 마크」의 위치가 다른 등 약간의 차이가 있다). 신 싸이클론 등장까지 활약한다. 72화에 신 2호가 탄 것이 마지막 등장.
＊신(뉴) 싸이클론호
•베이스 모델：스즈키 허슬러 TS-250III
•최고 시속：500km/h
•점프력：50m
신 1호 라이더가 시리즈 후반에 사용하고, 후에 신 2호도 탑승한 신형 오토바이.
혼고 타케시, 타키 카즈야, 타치바나 토우베에 의해 설계 · 개발. 혼고가 상용하는 세미 카울의 오토바이가, 가면라이더에의 변신에 맞추어 자동 변형한다. 과거의 싸이클론을 모든 면에서 능가한다. 카울의 양측으로 윙을 전개시키는 것으로 글라이딩 비행이 가능하다. 급제동용으로 낙하산을 장비하고 있다. 필살 기술은 프론트 카울을 세세하게 진동시킨 상태로 몸통 박치기를 하는 싸이클론 어택(「이노카부톤(=멧돼지 & 장수풍뎅이)」전에서 사용). 첫 등장은 제68화이지만, 제74화부터 리페인트되어 더 스타일리시하게 되었다.
온 로드의 성격이 강한 이전의 두 차량에 비해, 전용의 듀얼용 오토바이로서 설계된 차량이었기 때문에 설정상뿐만이 아니라 실제의 촬영 차량의 조종 성능 쪽도 현격히 높아졌다. 덧붙여 변신 전의 상용 차량은 GT380B에 비키니 카울링을 붙인 것.
촬영용 차량은 1대만 제작했지만, 쇼커 라이더용으로 2대째가 제작되어 그대로 2호용으로 유용되었다. 이 2대의 차량은, 「가면라이더 스트롱거」 39화의 촬영까지 사용되고 있다.
＊그 후의 게스트 출연에 사용된 오토바이
•「가면라이더(스카이 라이더)」 때에는, 포피의 CM 촬영용으로 역대 라이더 머신이 새로 제작되어 1호는 개조 싸이클론, 2호는 신 싸이클론을 애차로 했다. 베이스 차가 125cc로 스케일 다운 해, 소형인 탓에 오토바이 스턴트에 적합하지만, 조형적으로는 오리지널과의 차이가 눈에 띈다. 심플한 디자인인 싸이클론은 그것이 현저하다.
•2000년에 오토바이 레이스의 CM에 가면라이더가 등장해, 그 촬영용으로 신 싸이클론이 제작되었다. 대형의 방열기나 챔버가 카울 내에 확인되기 때문에, 당시의 수냉 2사이클의 오프 로드 오토바이가 사용된 것이라고 판단되지만 차종은 불명.

## 필살기
이야기의 진전과 함께, 「라이더 킥」이라고 하는 날아차기가 필살기술로서 확립된다. 라이더 킥은 상공으로 점프, 공중 회전을 거친 후에 괴인 겨냥해 킥을 넣는 기술로서 표현되고 있다. 그러나, 라이더 놀이 한창에 라이더 킥의 흉내를 내 다치는 아이가 나타났던 것이 문제가 되어, 라이더 킥을 흉내내는 아이에게 혼고 타케시가 주의를 주는 씬이나, 라이더의 특훈 씬을 보여주면서 폭포가 아이들에게 라이더 킥의 위험성을 설득하는 씬도 극 중 삽입되었다. 이 밖에도 라이더는 다수의 격투술(라이더 킥의 바리에이션은 물론, 라이더 반환이나 라이더 키리모미 슛과 같은 던지기 기술도 많다.)을 결정기로서 이용하고, 「라이더 더블 킥」으로 대표되는 1호 · 2호의 합동기술도 때때로 내보내졌다. 후의 시리즈에 대해도 라이더들은 라이더 킥과 거의 같은 킥 기술을 시작으로 한, 다수의 필살 기술을 이용하게 되었다.
본작의 직전에 많은 동 스탭에 의해서 제작된 「유도 일직선」의 기술이, 가면라이더의 필살기의 베이스가 되었다. 필살기의 촬영에서는, 유도 일직선에서 다용된 트램펄린을 사용해 점프나 회전하는 씬을 촬영해, 이것을 편집으로 이어 가는 수법이 사용되고 있다. 2호의 경우는 「가면라이더 X」에서의 게스트 출연 이후, 1호와 구별하기 위해서 「2호 라이더 킥」또는 「라이더 2호 킥」이라고 호칭되는 일이 있다.
＊1호 · 2호 공통 기술
-라이더 킥
공통으로 가장 다용된 필살기. 메뚜기(정확히는 송장메뚜기)의 개조 인간인 라이더의 각력을 풀로 살리고 있으므로 굉장한 파괴력이 있다. 1호에게는 「월면 킥」 「반전 킥」 「스크류 킥］「포인트 킥」 등 버전이 많다. 후기 쇼커 괴인이나 겔쇼커 괴인은 꽤 강화되어 있으므로, 반드시 「일격 필살」이라고는 말할 수 없게 되었다. 이카데비루(=오징어, 오징어 데빌)은 「킥 죽이기」라고 하는 반환기를 사용했다.
-라이더 반환
공중에서 상대를 던진다기보다, 신체를 뒤집어서 적을 등부터 지면에 내동댕이친다. 더블 라이더의 협력으로 투 플라톤 사용도 가능.
-라이더 키리모미 슛
1호가 만들어낸 강력한 던지기 기술. 상대를 송곳 비비듯 회전시키므로 진공 상태가 일어난다. 해양 생물의 특성을 가지는 개조 인간에게 효과가 있어, 이카 데비루 등의 마무리에 사용했다. 2호가 사용한 것은 에이도쿠가(=가오리 & 독나방)전뿐.
-펀치나 촙 등 표준적인 기술은 생략한다. 특색으로서 기술의 위력은 힘만큼, 2호가 우수하다고 여겨지고 있지만, 아동잡지에 의하면 스피드 등의 종합력은 약간 1호가 우수하다고 여겨지고 있다.
＊1호 기술
-라이더 던지기
「라이더 반환」을 닮은 공중에서 행해지는 심플한 던지기 기술. 1화의 쿠모오토코(=거미, 거미 남자)전에서 벌써 그와 같은 기술은 사용하고 있었지만, 이때는 호칭은 없고, 이어지는 2화의 코모리오토코(=박쥐, 박쥐 남자)전에서 호칭되게 된다. 이때는 공중으로부터 던지지 않고 맨션의 옥상으로부터 던져 떨어뜨리고 있다.

-라이더 시저스
양 다리로 머리를 끼워넣어 휙 던진다. 프로 레슬링 기술의 「헤드 시저스」를 닮아 있고, 차이점은 상대도 공중에서 던지는 부분. 비교적 초기(구 1호편)부터 사용되고 있다.

-전광 라이더 킥
구 1호가 일본을 떠나기 전, 마지막 강적 토카게론(도마뱀+론)의 「필살 슛」을 깨기 위해서 특훈에서 만들어졌다. 그 이름과 같이 전광과 같이 빛난다. 기본은 타격기는 아니고 「필살 슛」에 의해서 쏳아진 암석을 받아치기 위해서 고안되었다.
-라이더 니 블록
신 1호 초기부터 사용. 공중에서 「니 퍼트」를 실시한다. 주로 히트 포인트(타격 목표)는 적의 「옆구리」.

-라이더 플라잉 춉

-라이더 해머 킥

-라이더 롤링
적을 숙이게 해 등에 짊어지고 회전해서 휘두른다. 「에어 플래인 스핀(비행기 던지기)」과 비슷해「힘의 1호」에게는 드문 힘 기술.
-라이더 헤드 크래셔
「라이러 시저스」의 발전형. 다른 점은 마지막에 적의 정수리를 부수는 점. 신 1호의 기술로 「라이더 키리모미 슛」과 함께 가장 위력이 있는 부류의 기술.
-그 밖에도 「라이더 킥」의 바리에이션도 풍부하게 존재하고 있다. 파워는 2호에게 밀리지만 타격도 강력하고, 사신 카멜레온, 카메레온오토코(=카멜레온, 카멜레온 남자)를 「라이더 촙」으로 장사 지내기도 했다.

＊2호 기술
-대차륜 던지기
파워가 특색인 2호의 독특한 기술.「백 브레이커」자세에서 던져서 날린다. 기술의 호칭은 없지만, 케이분샤 발행의 「가면라이더 대백과」에 기재되어 있다.
-라이더 2단 반환
그 이름과 같이, 라이더 반환을 2번 실시한다.
-라이더 만(卍) 킥
폭포와의 특훈에 의해 만들어진, 자신을 횡회전시켜 위력을 늘려 뽑아내는 킥. 비튼 신체가 만(卍)처럼 보이는 점이 명칭의 유래. 후에 후배인 V3의 「스크류 킥」이나 스트롱거의 「드릴 킥」 등에 큰 영향을 미친다.
-2호는 직접 기술을 만들어내는 능력도 있어, 특히 「기술이 골칫거리」라 말하는 것은 아니다. 졸 대령인 오곤오오카미오토코(=늑대, 황금 늑대 남자)를 다이빙 「라이더 펀치」로 매장하는 등, 1호와 공통의 기술이 많다.
＊투 플라톤 기술
-라이더 더블 킥
1호와 2호가 동시에 「라이더 킥」을 실시하는 기술. 타이밍이 어렵고, 상대를 전의 상실 상태로 만들고 나서 신호로 타이밍을 맞추어 사용하는 때가 많았다. 당초는 서로 「라이더 킥」이라고 호칭해 사용하고 있었지만, 유니코르노스(=유니콘)전 근처부터 「라이더 더블 킥」이라고 호칭하게 된다. 전투 시의 최종 사용은 극 중에서는 「가면라이더 V3」의 극장 작품 「가면라이더 V3 대 데스트론 괴인」이다. 라이더 1호 · 2호 단독으로 격파가 곤란하다고 여겨지는 강력 괴인에게 사용되었다. 영상 본편상에서의 최종 사용은 「가면라이더 BLACK RX」의 10인 라이더의 특훈 시에 피로하고 있다. 다만, 이때는 「더블 라이더 킥」이라고 호칭하고 있었다.

-라이더 반환
「라이더 반환」을 두 사람이 실시한다.

-라이더 차륜
초흡인력이 있는 이소긴챠크(=말미잘)전에서 사용. 단번에 접근전에 끌어들이기 위한 기술. 서로 짜고 전전(前転)을 실시한다.
-라이더 차륜(대쇼커라이더용)
명칭은 같지만 내용이 다르다. 써클(원)을 그려 좌우로부터 고속 주행해 상대도 같이 달리게 해, 그 후 동시에 점프해서, 스스로는 반전으로 회피, 공중에서 상대를 서로 격돌시켜 자폭시키는 기술. 이것도 토우베와의 특훈으로 만들어냈다.

-헤드 크래셔
1호의 「라이더 헤드 크래셔」와는 별개의 기술. 더블 라이더의 「박치기」에 의해 강고한 벽도 파괴한다. 최종회에서 적아지트에서 탈출할 때에 사용.

-라이더 해머 킥
1호의 「라이더 해머 킥」과 명칭은 같지만 별개의 기술. 각각 괴인과 어깨동무를 하고 점프, 공중에서 괴인들만 내던지는 기술.
-명칭은 없지만, 더블 펀치의 연타나, O 시그널에 의한 의지의 공유 등도 있다.

## 적 조직
＊쇼커
세계 정복을 꾀하는 국제 비밀 조직. 멤버는 지력 체력이 뛰어난 인간에게 개조 수술을 실시해 세뇌한 괴인을 중심으로 구성되어 있고, 그 괴인들을 정체 불명의 수령이 조종해 다양한 범죄나 파괴 공작을 실시하고 있다. 나치스의 인체 개조 기술이나 인재를 계승하고 있지만, 조직으로서의 관계는 불명.
수령의 소재와 모습은 비밀로 되어 있어, 각국 쇼커 기지에 있는 심볼인 독수리의 부조로부터 소리만으로 지령을 전달하고 있다(수령의 소리에 맞추어, 부조상의 램프가 점멸한다). 제34화에서는, 수령의 소재지가 안데스 산중에 있다는 듯한 것이 시사되고 있다.
쇼커의 괴인들은, 기본적으로 실재의 생물을 인간과 융합시킨 모습을 가지고 있어 「쿠모오토코」 「키노코모르그(=버섯)」 등 모티프가 된 생물로부터 네이밍되고 있다. 가면라이더 자신도 쇼커에게 「밧타오토코(=메뚜기, 메뚜기 남자)」로서 개조되어 탄생했다고 하는 경위가 있어, 그것은 가면라이더의 이형을 두드러지게 하고 있다. 실재의 생물 이외에도, 고대 생물(「잔브론조(=삼엽충)」 「프라노돈(=프테라돈)」), 가공의 고대 생물(「피라자우르스(=피라냐, 공룡)」 「유니코르노스」), UMA(「스노우 맨(=예티)」), 무기물(「고스타(=마그마)」), 미이라(「에지프타스(=미이라)」) 등등, 다양한 소재에 의한 괴인도 등장하고 있다. 쇼커의 아지트 내부는, 매회 메인이 되는 괴인의 모티프가 된 동물이 벽면에 새로 그려지고 있었다.
괴인들은 대개 뇌 개조를 받아 쇼커에게 충실한 꼭두각시가 되고 있지만, 스스로 원해서 개조 수술을 받은 사람도 존재하고 있어, 뇌 개조를 받지 않은 부분이 보이는 괴인도 여기저기 보인다. 당초는 개조 소체는 지력이나 체력이 보통보다 뛰어난 인간이 절대 조건이었지만, 후에 각자가 특별히 우수한 것은 아닌 일반 시민이나 범죄자가 개조된 예도 있다.
지옥 대사 편 후반에 들어가면, 본격적 라이더 대책으로서 대라이더용 특수 능력을 겸비한 강화 괴인(금빛의 엠블럼이 붙은 흰 벨트를 착용하고 있다)이 제조되거나 시드라곤(=해마), 우니도그마(=성게)의 임무로 보여지는 괴인의 양산이나 개조 인간의 대량 제조 계획에 의해서 전력의 보충을 획책하거나 하게 되었다.
당초, 쇼커 일본 지부에서는 괴인이 「간부」로서 직접 수령의 명령을 받고, 부하의 전투원과 함께 작전 행동을 실시하고 있었다. 사신 카멜레온이나 사보테그론(=선인장)과 같이 지휘 능력이나 작전 입안 능력이 뛰어난 지휘관형의 괴인이나 토카게론이나 사보테그론 등 조직 내에서의 지위가 높음을 엿보게 하는 괴인도 존재하고 있었다. 그러나, 졸 대령이 일본 지부 지휘관으로서 부임한 이후에는, 쇼커 일본 지부의 작전은 수령의 신임을 받은 대간부가 괴인이나 전투원을 지휘해 실행해 나가게 된다. 그러나, 수많은 작전은 죄다 저지되어 졸 대령, 사신 박사, 지옥 대사라고 한 유명한 대간부들도 차례차례로 가면라이더에게 쓰러졌다. 이것을 받아들인 수령은 지옥 대사 사망 후에 아지트를 폭파해 쇼커를 버리고, 이것에 의해 사실상 쇼커는 괴멸한다. 그러나 수령은 쇼커를 대신할 신조직을 은밀하게 준비하고 있었다.
＊쇼커의 대간부
-졸 대령
쇼커 중근동 지부에서 일본으로 파견된 대간부. 지고쿠산다(=명주잠자리, 지옥 썬더) 가라사대「쇼커의 최고의 실력자」라고 말해지고 있다. 살인을 즐기는 잔인한 성격(가면라이더 카드에서)인 반면, 부하의 복장의 혼란을 질책하는 등 군인스러운 고지식함도 겸비한다.
스스로 변장해 적을 교란시키는 행동력이나, 아이를 세뇌해 작전에 이용하는 등의 모략적인 작전을 자랑으로 여기는 한편, 대규모 파괴 작전도 많이 실행했다. 최후에는 사람을 늑대 인간화하는 울프 바이러스를 사용한 늑대 작전에 실패해 부하인 중견 간부를 전멸당해 버려, 개조 인간 · 오곤오오카미오토코로서의 정체를 드러내 라이더 2호와 대전. 손가락 끝에서 발사하는 탄환을 무기로, 육탄전에서도 호각의 공방을 전개하지만, 공중으로부터의 라이더 펀치를 받아 폭사했다. 이 졸 대령은, 캐릭터적으로 너무 조직적으로 되어서 신비성과 괴기성이 부족해 마이니치 방송 측에서의 클레임이 있었기 때문에, 첫 등장인 제26화 방송의 시점에서 강판이 벌써 결정되고 있었다. 그 때문에 괴기성 부족의 해결책으로서 후임 일본 지부장에는 괴기색이 강한 사신 박사가 설정되게 되지만, 졸 대령의 존재가 “수령 - 대간부 - 괴인 - 전투원”이라고 하는 조직 구성을 확립해, 신비적인 분위기만이 강했던 쇼카를 악의 “조직”이라고 명시한 점으로 그 의의는 크고, 이 조직 구성은 후의 시리즈에 등장하는 적 조직에도 계승되어 가게 된다.

「가면라이더 카드」를 시작으로 하는 각종 서적의 설정에서는, 전신은 나치스 · 독일의 아우슈비츠를 관리하고 있던 군인.
연기한 미야구치 지로는 가면라이더의 사인회에서, 악역으로서 아이에게 차인 에피소드를 「배우로서 분에 넘치는 행복입니다. 어릴 적의 추억은, 소중히 해 주었으면 하네요」라고 말하고 있었다는 등, 역상에서의 극악 비도한 상과는 정반대의 인품을 사람들은 그리워한다. 55세의 젊은 나이에 서거한 것을 안타까워하는 소리가 많다.
히라야마 토오루 프로듀서의 저서에서는,「풀네임은 바카란시 · 이이노데빗치 · 졸. 제2차 대전 중에는 아우슈비츠=빌케나우 강제 수용소의 관리인을 하고 있던 경력을 가져, 종전 후 쇼커 수령에게 독일 군인의 신분인 채 초대되었다. 그러나 실제는 제삼 제국 붕괴와 동시에 전범이 되어, 독일에서는 국외 도망자로서 지명 수배되어 정규의 독일 군인은 아니게 되었고, 군복과 계급은 손카에 들어가고 나서도 사용하고 있다」라고 되어 있지만, 이것은 본편에서 밝혀진 설정은 아니다.
-사신 박사
전사한 졸 대령을 대신해 스위스 지부에서 일본으로 부임 한 대간부. 어두운 아지트 안에서 아래로부터 조명을 맞히는 등의 괴기성을 강조한 연출도 인상적인 천재 과학자. 개조 인간 연구의 일인자로 그 과학력은UMA이나 태고의 화석, 무기물로부터의 개조 인간의 제조도 가능.
흰색 정장에 검은 망토라고 하는 흡혈귀와 같은 복장이 트레이드마크로, 당초는 「다리가 부자유」라는 설정이었기 때문에, 휠체어를 타는 묘사가 보였다. 각 화마다 묘사의 격차가 있는 것은, 제작 순서와 방영 순서의 차이 때문.
서양 점성술이나 최면술에도 정통. 전투 시에는 큰 낫을 이용한다. 사신신 박사 편은 프로그램 강화안으로 「호러 쇼커 시리즈」라고 이름 붙여지고 있고, 괴인의 강대함, 괴기성을 강조하는 방침이 선택되어 부하인 괴인은 졸 대령의 시기보다 강력하고, 가끔씩의 구 1호의 재등장 및 원호가 그 힘을 증명하는 모습이 되었다. 이들 많은 괴인을 사용해 대규모 작전을 전개하고, 거기다 제42화 등에서 인간을 세뇌하는 작전도 가끔 전개했지만, 가면라이더 1호와 2호에 의해서 계속 저지되어 제52화에 지옥 대사에게 지휘를 양보한다. 이것은 「남미 지부로의 좌천」이라고 여겨지지만, 극 중에서는 일절 설명은 없다.
그 다음은 남미로 건너간 이치몬지 하야토와 싸우고 있었지만, 유럽 이래의 숙적 · 혼고 타케시를 스스로의 손으로 쓰러뜨리는 것에 집착해, 괴인을 동반해 몇 번이나 일본 방문, 최후는 괴인 이카데비루로 변신해 라이더 1호와 결전에 임한다. 라이더 킥을 맞지 않고 초전은 완승, 재전에서도 아슬아슬한 상황까지 1호를 궁지로 몰았지만, 스스로 타치바나 토베에에게 무심코 입을 잘못 놀린 일로 약점이 머리 부분인 것을 라이더가 알게 되어, 라이더 춉과 라이더 키리모미 슛의 앞에 패배했다.

사신 박사는 라이더 시리즈의 악역 중에서도 인기가 높다. 괴인태의 이카데비루도 인기는 높고, 후지오카 히로시도 「이카데비루를 좋아한다고 하는 사람이 많다」라고 스스로의 사이트에서 말하고 있다. 그러나, 당초는 제67화에 등장한 기리자메스(=톱상어)가 사신 박사의 정체가 될 예정이었다.
이 사신 박사와 지옥 대사는 실제로 연기하게 된 아마모토 히데요와 우시오 켄지 두 명이 캐릭터를 고안 할 단계에서 벌써 히라야마가 제시하고 있던 「연기자가 가장 중요한 캐릭터」이다. 아마모토는 「유럽에서 온 대간부라고 하는 것으로, 신비성, 괴기성을 강조해 연기했다」라고 말하고 있지만, 이 아마모토의 괴연은 시청자의 아이들을 시작해 마이니치 방송으로부터도 「너무 무섭다」라고 클레임이 들어왔다고 하는 일화가 남아 있다. 덧붙여 본편 중에서 죽음의 신 박사가 사용하고 있던 지휘봉은 아마모토의 사유물로, 「이런 역이 많기 때문에, 이집트를 여행했을 때에 입수해 둔」 것이라고 한다.
히라야마 토오루 프로듀서의 저서에서는, 「본명은 이완 · 타와노빗치. 일본인과 러시아인의 하프로, 전쟁 전의 소년 시절은 일본의 도쿄에서 자랐다. 유년기로부터 본인의 의지와 관계없이, 어째선지 그가 향하는 곳에는 반드시라고 해도 좋을 정도 죽은 사람이 나온 일로부터 「사신」의 별명이 붙고, 거기다 학생 시절에 「갤럭시(은하계)에 있어서의 죽는 방법과 변신」이라고 하는 논문으로 박사 학위를 취득. 따라서 「사신 박사」라는 이명을 가진다. 그 후, 소집 영장을 받아 일본과 국교가 있던 나치스 독일에 파견되어 장기 이식의 연구를 하게 한다. 원래 천재였었기 때문에 소년 시절부터 수많은 마음의 갈등을 안고, 거기에 전쟁으로 가장 사랑하는 여동생을 잃은 일에 의해, 다양한 사회의 모순에 대한 딜레마를 잘라 버리고 악마에게 영혼을 팔게 된다. 종전 후는 쇼커에 들어가, 유럽 각지에서 지휘관으로서 전과를 남기는 한편, 괴인의 제조에도 공적을 올렸다.」라고 되어 있지만, 이것은 극 중에서 밝혀진 설정은 아니다.
-지옥 대사
52화로 강판된 사신 박사를 대신해 동남아시아 지부에서 일본에 부임 한 대간부. 수령을 향한 충성심이 비정상으로 강하다. 이집트의 파라오의 가면을 모티프로 한 특이한 쓰개, 공들인 코스튬과 특별 주문한 쇼커 벨트를 감고 있다. 독살스러운 화장과도 아울러, 그 외의 간부에게는 없는 이형스러움은 아동의 인기를 얻어, 이후의 시리즈에도 계승되어 가게 된다.

지휘 능력은 죽음의 신 박사보다 뛰어나고, 다른 간부보다 아지트에서 나와 실전으로 향하는 경우가 많다. 대규모 기지의 건설이나 전국 규모의 테러 등 대규모인 작전을 자랑으로 여기고, 거기에 종래의 간부 이상으로 세균을 이용한 작전도 기획하거나 수많은 작전을 지휘했다. 또, 스스로 전선으로 향하는 경우도 많다. 그러나 감정의 기복이 격렬하고, 냉정함이나 치밀함이 부족해 그 때문에 작전의 마무리가 허술해지기 십상인 일면이 있었다(다음 작품 「가면라이더 V3」에서 일시 부활했을 때도, 그 단점을 다른 대간부로부터 덜렁거린다고 지적되어 실제, V3를 놓친다고 하는 큰 실수를 저지르고 있다).
현장에서 부하에게 상냥하게 얘기하는 등의 응양스러움도 겸비하고 있었지만, 사신 박사와 사이가 나쁘고, 자신의 재임 중에 그가 일본에 방문했을 때는, 협력적인 표정을 보이면서 서로 서로 견제하고 있었다. 이때는, 가면라이더를 쓰러뜨리는 능력을 가지고 있던 괴인 나마즈기라(=전기 메기)를 죽음의 신 박사로부터 제공받았지만, 지옥 대사가 나마즈기라의 약점을(사신 박사는 때때로 말했음에도 신경 쓰지 않고) 이해하지 않았기 때문에 작전은 실패로 끝났다.
겔쇼커의 대두에 의해서 스스로의 대간부로서의 입장이 위험해져, 쇼커를 배반한 척을 하고 가면라이더에게 접근하는 목숨을 거는 작전으로 나온다. 이 작전에 대해서는, 본편에 없는 씬의 스틸로부터, 신조직에 간부로서의 참가를 전제로 하고 있었다는 설도 있다. 그러나, 자신이 모르는 곳에서 활동하고 있던 가니코우모르(=게 & 박쥐)의 등장을 계기로 수령을 향한 충성심이 요동하고 있는 것을 엿보게 하는 묘사도 있기 때문에, 작전 실행에 이르는 배경에는 수수께끼가 많다. 괴인 가라가란다(=방울뱀)로 변신한 마지막 싸움에서는 팔의 채찍이나 지면으로부터의 기습 공격으로 1호를 괴롭힌다. 최후에는 라이더 킥을 받으면서도, 쇼커를 칭하면서 폭사했다.
본편의 지옥 대사는 인간미 넘치는 임협적인 악역이지만, 원작자인 이시노모리 쇼타로는 인간미를 느끼게 하지 않는 기계적인 캐릭터로서 생각하고 있던 것 같다. 그 아이디어는, 이시노모리에 의한 만화판 쪽에서 「빅 머신」이라고 하는 기계적인 간부로 형태를 바꾸어 등장하게 된다.

지옥 대사의 (특이한 풍모와는 정반대인) 경솔하고 경박한 사람의 측면은, 대체적으로 대간부라고 하는 입장에 서는 자 답지 않은 강렬한 개성으로, 다른 대간부와 행동을 같이 하면 지극히 눈에 띄게 된다.
연기한 우시오는 교우 관계가 넓고, 친구였던 요로즈야 킨노스케는 「아버지는 지옥 대사와 친구다」라고 한 것으로 처음으로 아들에게 존경받아 「가면라이더」출연을 진심으로 토에이에 오퍼하고 있었지만, 소속 사무소가 출연에 부정적이었기 때문에 결국은 실현되지 않았다.
후년, 우시오는 인터뷰로 앞의 요로즈야의 에피소드를 인용해, 「아버지는 지옥 대사를 알고 있는 것이야」라고 하는 것이 스테이터스가 될 정도로, 당시의 「가면라이더」라고 하는 프로그램의 인기는 굉장한 점이 있었다, 라고 말하고 있다.
지옥 대사를 연기했던 가운데 본인이 가장 마음에 들었던 에피소드는 「가면라이더」는 아니고 「가면라이더 V3」의 27, 28화에 객원 출연했을 때의 에피소드라고 한다.(감옥에 가둔 V3를 필요도 없는데 보러 가, 반대로 V3에게 인질로 잡힌다고 하는 것. 우시오가 말하길 「그 조금 얼간이인 부분이 지옥 대사의 좋은 점」).
방송 종료 후에도, 우시오는 이벤트에서도 가끔 「지옥 대사로서」참가하고 있어, 그 역할과 함께 폭넓은 팬에게 사랑받았다. 우시오의 고별식에서는, 출관 시에 팬에 의한 「이―익!」라고 하는 쇼커 전투원의 대사(かけ声)로 배웅받았다.
「가면라이더 카드」 등 각종 서적의 설정에서는, 「미국에서 방울뱀의 연구를 하고 있었다」라고 되어 있다. 히라야마 토오루 프로듀서의 저서에서는, 「전신은 동남아시아의 게릴라 지휘관 다몬 대령. 미국 출신이지만 기구한 인생을 살아, 사촌 형제로 유년기부터 대역을 맡고 있던 가몬과 함께 신흥 국가의 게릴라군을 지휘하고 있던 곳에서 쇼커에게 스카우트되었다. 가몬은 헤어져 탈주해, 후년 비밀 결사 바단의 지휘관 · 암흑 대사가 되어 가면라이더 ZX와 대전하게 되었다」라고 여겨지지만, 양자 모두 극 중에서 밝혀진 것은 아니다.
-쇼커 3대 간부는 다음 작 「가면라이더 V3」의 27,28화에서 부활해 게스트 출연하고 있다. 대간부의 설정은 극중에서는 별로 그려지지 않고, 서적 등의 설정에 의한 것이 많다. 또, 서적에 따라서는 전신의 설정이 미묘하게 다른 것이 있다.

쇼커 일본 지부 이외의 간부로서는 모로코 지부장인 모하메드, 지브롤터 지부장인 햄프리, 싱가포르 지부장인 얀, 홍콩 지부장인 챵 · 포티 들이 68화에 등장하고 있다. 그러나, 라이더를 함정에 빠뜨리는 「V작전」의 성질과 수령의 대사에서 헤아려보면, 그들은 간부가 아닐 가능성이 있다.
＊겔쇼커
수령이 아프리카의 암흑 종교 조직 겔담단과 자신의 조직인 쇼커를 합병시켜 탄생한 신조직. 쇼커 말기부터 암약하고 있고, 지옥 대사 사망 후에 본격적으로 활동을 개시했다. 쇼커를 훨씬 능가하는 과학력과 전력을 자랑하고, 쓸모없어진 쇼커의 전투원 등을 차례차례로 숙청해 갔다. 겔쇼커의 괴인은 쇼커의 괴인과는 달리 2종류의 동식물을 합성시킨 합성 괴인으로, 이식한 2개의 소재가 서로의 결점을 서로 보충하는 것 에 의해서 무서운 힘을 발휘, 쇼커 괴인의 약 3배의 힘을 가진다. 전투원도 쇼커 전투원보다 강화되고 있어 인간의 약 4배의 힘을 자랑한다. 일본 정복을 위해서는 살육, 폭동, 파괴의 극에 달하는 무서운 조직이다. 1호, 2호도 쇼커 이상으로 고전을 겪는 일이 많아졌다. 최종 결전에서 일찍이 쓰러진 괴인들을 부활시켜 단번에 일본 정복을 기도했으나 실패. 블랙 장군과 재생 괴인들도1호, 2호에 의해서 쓰러져 아지트를 급습당한 수령도 자폭해 조직은 괴멸한다. 그러나 수령은 도망치고 있어서 다시 새로운 조직을 결성시킨다.
＊겔쇼커의 대간부
-블랙 장군
제80화에서 겔쇼커 결성과 함께 일본 지부 지휘관으로서 부임했다. 「가면라이더 카드」나 각종 서적의 설정에서는, 전신은 제정 러시아의 장군.
겔쇼커 결성 시에 쇼커 구성원을 학살하고, 그 잔인함을 과시했다. 지휘 능력 · 작전 입안 능력은 뛰어나고, 대규모 작전을 여러 가지 실행했다. 스스로의 작전에는 절대적인 자신을 가지고 있어 세부적으로 지시를 내려 물샐틈없는 지휘를 맡는다. 그 한편, 쇼커 시절보다 강화된 괴인을 지휘해, 라이더 1호를 몇 번이나 궁지로 몰았다. 후의 데스트론이 다용하는 “하나의 계획에 복수의 신형 괴인을 투입하는” 수법은 블랙 장군이 처음이다. 수령의 정체에 관한 데이터 테이프를 둘러싼 작전에서는, 쇼커 라이러 6체과 신형 괴인 3체를 투입, 거기에 2단 3단 구조의 작전을 가지고 지휘관으로서의 능력의 뛰어남을 과시했다. 또, 초전에서 임무를 더 잘하지 못했던 괴인에 대해서는“약함을 이유로 처형”을 주장하는 수령을 말리고, 강화 개조를 더해 재출격시키는 등 유연한 운용도 행했다. 최후는 괴인 히르카메레온(=거머리 & 카멜레온)으로 변신해서, 전의 쇼커 최고 간부들과 같이 개조 인간인 것을 밝히고 재생 괴인 군단을 지휘하는 한편, 스스로 미끼역이 되어 라이더 1호 & 2호와 싸우고, 수령을 찬미 하면서 폭사했다. 냉혹한 성격이면서, 그 용감함은, 가면라이더나 괴인들에게도 평가받고 있었다. 근세 유럽풍의 군복과 투구를 착용하고 있다. 덧붙여 80화만 왼손에 드릴을 착용하고 있었다. 연기하는 니와의 관자놀이를 떨리게 하는 연기가, 블랙 장군의 신경질적인 인상을 남기고 있다.
히라야마 토오루 프로듀서의 저서에서는, 「전신은 제정 러시아의 장군으로, 치밀하고 견실한 작전을 입안할 수 있는 그 재치로 젊으면서 장교까지 올라갔다. 그 실력이 뒷받침하는 자신으로부터, 용맹함을 발휘해 전지에도 그 이름을 울리고 있었지만, 황제 니콜라이 2세에게 절대적인 충성을 맹세하는 반면, 적병에게는 용서 없는 성격이기도 해, 잡은 포로를 가지고 놀며 죽이는 것을 즐기고 있던 일로 각국의 군대 사이에서 두려워하고도 있었다. 러일 전쟁에서도 육군을 인솔해 일본군과 싸운 일도 있다. 러시아 혁명으로 제국이 붕괴했을 때에도 제국 재흥을 꿈꾸며 탈출해, 그 뒤는 우여곡절을 거쳐 아프리카의 두메 산골에서 조직 된 밀교 집단 겔 담단에게 초대받아 거기서 맹훈련을 받았다. 히르카메레온에 개조되었던 것도 겔담 시절로, 그 일로 겔쇼커 간부 부임 시까지 오래 살아남았다. 러시아군 소속 시의 계급과 군복을 죽을 때까지 착용했다. 또한 군복의 왼쪽 가슴에 붙이고 있는 무수한 훈장은, 러시아 군인 시절의 러일 전쟁에 있어서의 전적과 겔담단에 있으면서 수많은 파괴와 살육의 실적을 올린 공에 대해서, 각각 니콜라이 황제와 겔쇼커 수령으로부터 받은 것이다.」라고 여겨지고 있지만, 이것은 극 중에서 밝혀진 것은 아니다.
＊쇼커라이더
91 - 94화에 등장(2호 이후는 93화부터). 겔쇼커의 호프 괴인으로, 가면라이더 1호와 같은 성능을 가진다. 겔쇼커가 타도 가면라이더를 위해서 라이더의 설계도를 기초로 만들어낸 가면라이더와 동형의 개조 인간으로, No.1부터 6까지 전부 6체 존재한다. 진짜와 달리 장갑과 부츠는 황색. 또, 머플러의 색도 전원 달라, 복안의 주위가 검게 칠해져 있기 때문에, 거기서 분별이 된다. 혼고와 같은 소리를 내는 일도 가능. 또, 손가락끝에서 탄환을 발사하거나 발끝에 은폐 단검을 장비하는 등, 괴인 특유의 특수 무기도 가지고 있다. 그 사명은 겔쇼커의 활동을 방해하는 안티 쇼커 동맹을 괴멸시키는 일과 그들이 손에 넣은 수령의 정체가 기록된 컴퓨터 테이프를 강탈하는 일이다. 타도 가면라이더를 위해, 하에토리바치(끈끈이주걱 & 벌)와 모의전을 실시할 정도로 철저하다.
쇼커라이더의 첫 등장은, 이시노모리가 그린 만화판이고, 이 만화판과 TV판을 의식한 오마주로서 후의 작품에도 쇼커라이더는 설정을 변경한 다음 등장하고 있다.
-쇼커라이더 No.1
머플러의 색은 노란색. 괴인 무카데타이가(=지네 & 호랑이, 지네 타이거)와 무승부가 되어 생사 불명이 되어 있던 라이더 1호 행세를 해, 안티 쇼커 동맹으로부터 테이프를 빼앗으려고 했다. 괴인 하에토리바치 같이 싸워, 한 번은 라이더 1호를 부수는 일에 성공하고 있다. 설정에서는 입으로부터 화염을 토할 수가 있다(극 중 미사용). 92화에서는 1호의 라이더 킥과 쇼커라이다의 라이더 킥이 동위력인 것이 화면에서 확실히 나타나고 있다. 또, PS용 게임 「가면라이더」에 등장한 쇼커라이더는 아마도 이 No.1(1P 컬러의 머플러의 색이 노랑)이어, 이 작품에서는 「가짜 라이더 키리모미 슛」이라고 하는 던지기 기술도 사용하고 있다.
-쇼커라이더 No.2
머플러의 색은 하얀색. 괴인 에이도쿠가와 함께 소년 가면라이더대 본부에 잠입해, 달려온 혼고를 격퇴하고 소년 가면라이더대의 스탭을 납치했다. 본편에서는 라이더 니 블록도 잘 다루고 있다. 설정에서는 몸으로부터 독연을 발하는 것이 가능(극 중 미사용).
-쇼커라이더 No.3
머플러의 색은 초록색. 쇼커라이더의 하나. 설정에서는 폭뢰를 내장하고 있다(극 중 미사용).
-쇼커라이더 No.4
머플러의 색은 파란색. 쇼커라이더의 하나. 설정에서는 땅갈라짐을 일으킬 수 있다(극 중 미사용).
-쇼커라이더 No.5
머플러의 색은 보라색. 쇼커라이더의 하나. 설정에서는 설정에서는 방전 공격을 실시할 수 있다(극 중 미사용).
-쇼커라이더 No.6
머플러의 색은 분홍색. 쇼커라이더의 하나. 설정에서는 용해액을 분사한다(극 중 미사용).
-쇼커 싸이클론
가짜 싸이클론이라고도 불린다. 쇼커라이더의 전용 머신으로, 신 싸이클론과 같은 외관 · 성능을 가지고 있다. 극 중에서는 No.1만이 사용하고 있고, 92화에서는 1호의 신 싸이클론과 격렬한 오토바이전을 전개했다. 또, 93화에서도 사용하고 있지만, 2호와의 오토바이 체이스의 끝에 파괴되었다.
-94화에서, 수령이 있다고 여겨지는 츠쿠바산에 온 1호 · 2호를 6사람 전원이 매복했지만, 대난전의 끝에 1호 · 2호의 신기술 · 라이더 차륜을 받아 서로 공중에서 격돌해 전멸해 버린다.
극 중에서 미사용된 각자의 특수 능력은, 후년, 게임 「슈퍼 특수 촬영 대전 2001」에서 재현되어 있다.
※쇼커 수령
쇼커와 겔쇼커를 조종하고 있던 수수께끼의 존재. 평상시는 기지에 있는 부조로부터 소리로 대간부나 괴인들에게 명령을 보내고 있다. 정체는 첫 번째 괴인으로, 몸은 붉은 망토로 덮여 있다. 1호와 2호가 본부에 침입했을 때는 붉은 두건으로 감싸고 있었고, 그 안에는 무수한 뱀으로 덮인 얼굴이 있었다. 무기는 몸으로부터 내는 붉은 독가스와 강렬한 빛. 최종 결전에서 라이더들에게 본부가 급습되어 본부와 함께 자폭했다. 그러나 수령은 도망치고 있었고 신조직 데스트론을 결성시킨다.
쇼커 수령의 정체(본모습)는 당시 프로그램 이벤트로서 각 월간지에 현상 공모되었다.
＊그 후의 작품에서의 쇼커 수령
「가면라이더 스트롱거」에서는, 델저군단 대수령으로서 등장하고, 지금까지의 조직을 뒤에서 조종하고 있던 것을 말한다. 조직은 각각 다른 특징을 가지고 있어 데스트론에서는 최고 간부의 결정을 수령조차 뒤집을 수 없었다. 덧붙여 여러 작품에서는 등장할 때마다 모습이 달라, 정말로 동일한 존재였을지도 불명이다. TV 시리즈 이외에도, 만화판의 속편 「가면라이더 EVE-MASKED RIDER GAIA-」에서는 기생 생물로 등장하고 있고, HERO SAGA의 「MASKED RIDER EDITION -여기보다 영원으로-」에서는, 네오 쇼커 · 도그마 · 진 도그마의 수령과 같이 B26 암흑 성운의 관계자로 설정되어 있다.

## 주제가
주제가
『Let go! 라이더 킥!』
- 가수:후지오카 히로시/후지 코이치

『라이더 액션!』
- 가수:시몬 마사토

엔딩 테마
『가면라이더의 노래』
- 가수:후지 코이치, 메일.하모니

『론리 가면라이더』
- 가수:시몬 마사토